# New Xade
New Xade är en ort (village) i distriktet Ghanzi i västra Botswana. 